# Елизабет Борн
Елизабет Борн (фр. Élisabeth Borne; Париз, 18. април 1961) француска је политичарка, која је вршила функцију премијера Француске од 16. маја 2022. до оставке 9. јануара 2024. године.